# Зорин, Алексей Иванович
Алексей Иванович Зорин (1921—1943) — младший лейтенант Рабоче-крестьянской Красной Армии, участник Великой Отечественной войны, Герой Советского Союза (1943).

## Биография
Алексей Зорин родился 25 января 1921 года в деревне Даниловское (ныне — Старицкий район Тверской области). Окончил восемь классов школы в селе Емельяново, после чего работал слесарем на заводе в Долгопрудном Московской области. В начале Великой Отечественной войны был эвакуирован. В июле 1942 года Зорин был призван на службу в Рабоче-крестьянскую Красную Армию. Окончил Московское военное училище имени Верховного Совета РСФСР. С декабря 1942 года — на фронтах Великой Отечественной войны. Принимал участие в боях на Донском и Степном фронтах. Участвовал в боях под Харьковом, был тяжело ранен. К сентябрю 1943 года гвардии младший лейтенант Алексей Зорин командовал взводом гвардейского учебного батальона 89-й гвардейской стрелковой дивизии 37-й армии Степного фронта. Отличился во время освобождения Полтавской области Украинской ССР.
25 сентября 1943 года взвод Зорина переправился через Ворсклу и освободил населённый пункт, уничтожив более 50 вражеских солдат и офицеров. Обойдя станцию Кобеляки и атаковав её немецкий гарнизон с тыла, взвод Зорина сломил его сопротивление и заставил отступить, захватив большие трофеи. Противник вскоре предпринял контратаку, во время отражения которой Зорин получил смертельное ранение. Скончался в госпитале 5 октября 1943 года, похоронен в посёлке Машевка Полтавской области Украины.
Указом Президиума Верховного Совета СССР от 20 декабря 1943 года за «образцовое выполнение боевых заданий командования на фронте борьбы с немецкими захватчиками и проявленные при этом отвагу и геройство» гвардии младший лейтенант Алексей Зорин посмертно был удостоен высокого звания Героя Советского Союза. Также посмертно был награждён орденом Ленина. В память о герое названа открытая в 1966 году школа № 6 в городе Долгопрудный.